# Xã Bruno, Quận Pine, Minnesota
Xã Bruno (tiếng Anh: Bruno Township) là một xã thuộc quận Pine, tiểu bang Minnesota, Hoa Kỳ. Năm 2010, dân số của xã này là 184 người.